# Chilla
Chilla är en ort i Gambia. Den ligger i regionen North Bank, i den västra delen av landet, 30 km öster om huvudstaden Banjul. Antalet invånare var 1 711 vid folkräkningen 2013.